# Villa Nobel
La villa Nobel est une villa de style éclectique située dans la commune de Sanremo en Italie.

## Histoire
La construction de la villa, érigée en 1871 et conçue par l'architecte Filippo Grossi, est commandée par Pietro Vacchieri, un pharmacien originaire de Rivoli dans le Piémont. Le 28 juillet 1874, Vacchieri vend la propriété à Lazzaro Patrone, dont l'héritier la revend ensuite au scientifique suédois Alfred Nobel en 1891.
En 1892, le nouveau propriétaire charge l'architecte Pio Soli de rénover complètement l'édifice. Un nouvel étage ainsi qu'un toit mansardé sont ainsi ajoutés. Alfred Nobel vit dans la villa les dernières années de sa vie et y décède le 10 décembre 1896.

## Description
À l'origine, la villa présentait un style néo-mauresque. Les rénovations ultérieures ont accentué l'extravagance du bâtiment.

## Galerie

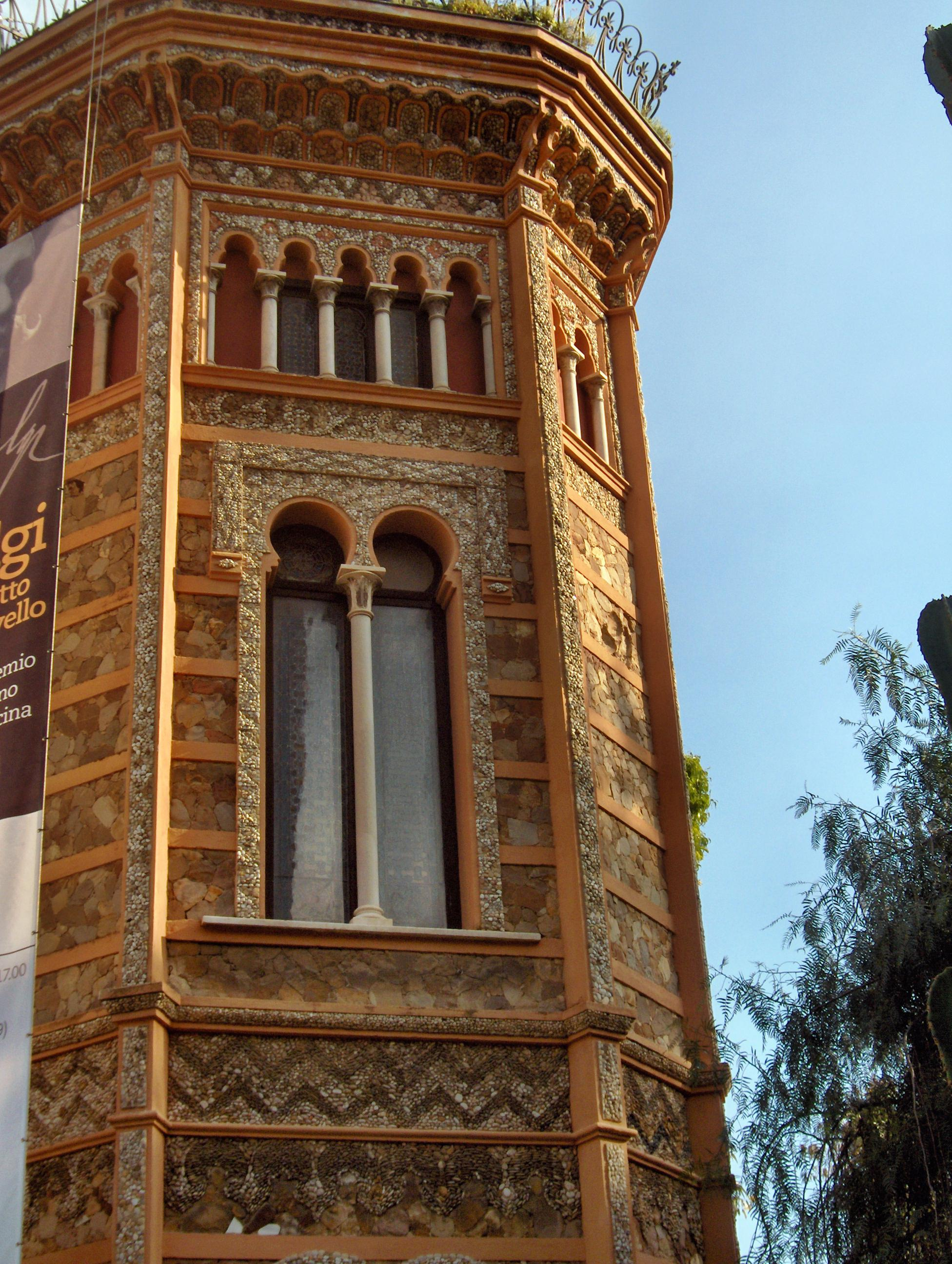
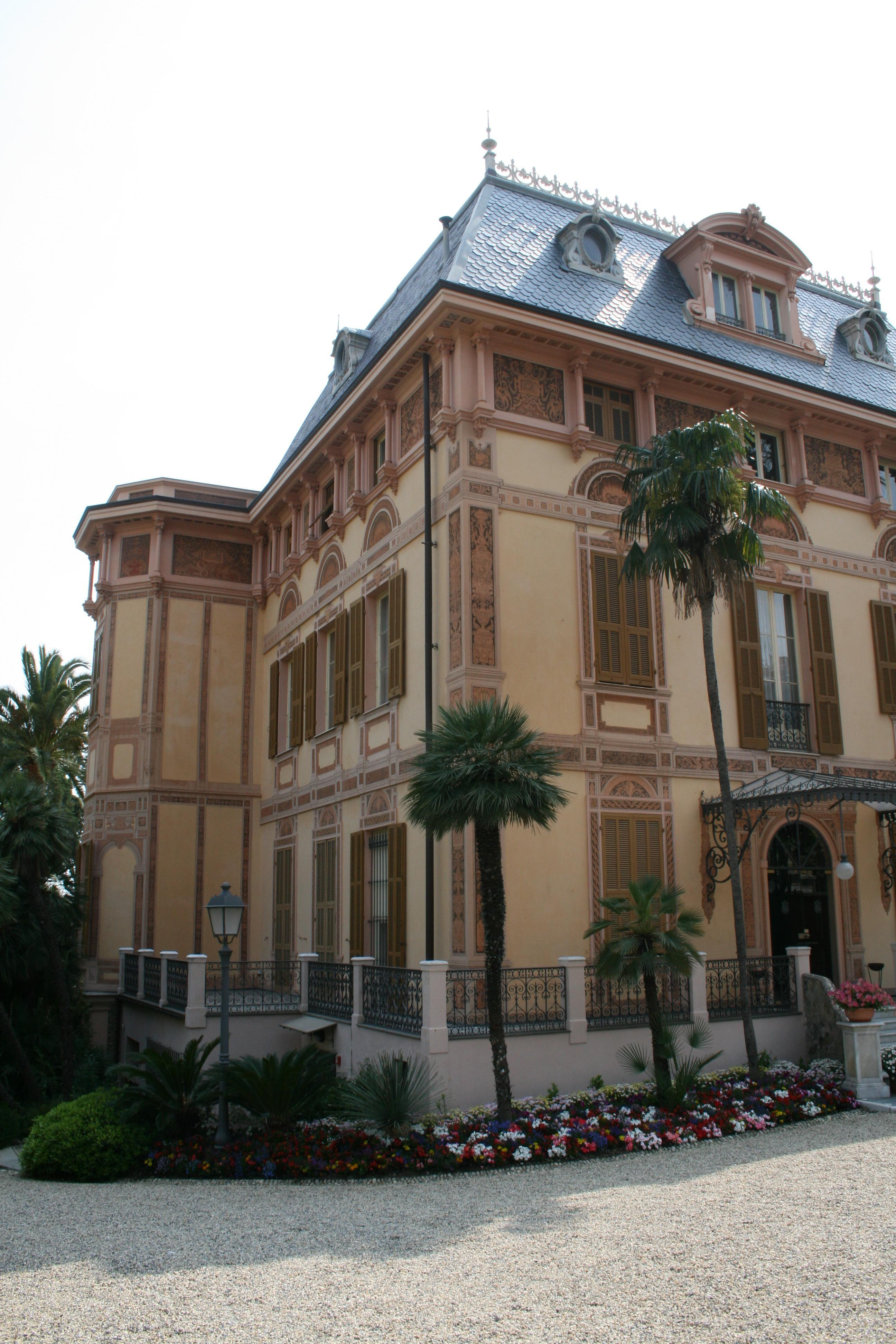
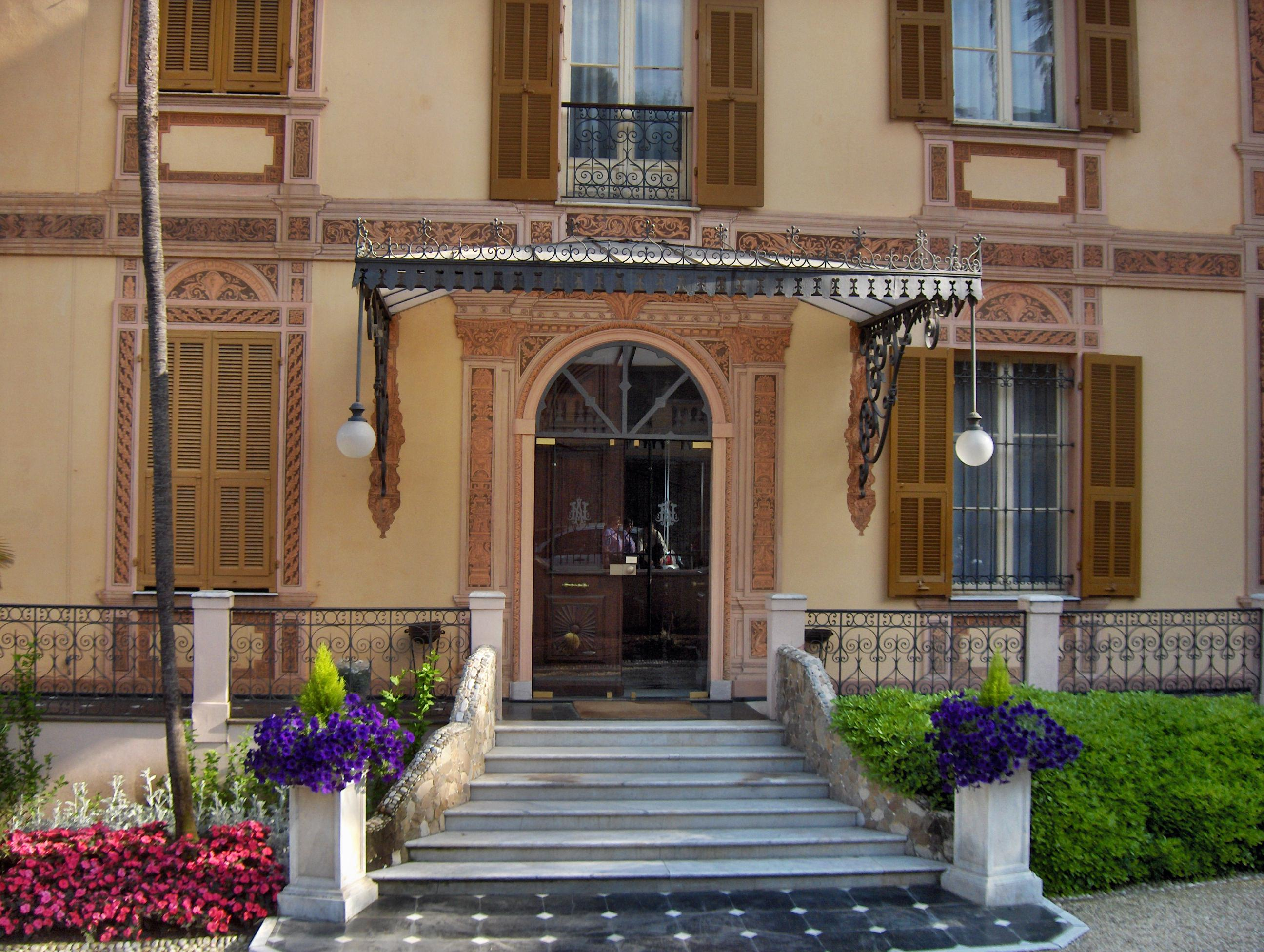